# Draconarius linzhiensis
Draconarius linzhiensis är en spindelart som först beskrevs av Hu 200.  Draconarius linzhiensis ingår i släktet Draconarius och familjen mörkerspindlar. Inga underarter finns listade i Catalogue of Life.